# The Clochards
The Clochards, dansk punkgruppe fra Tilst i Århus fra 1979. Bestod af Johnny Concrete (vokal og trommer), Jesper Brinck (guitar), Bjørn Hofmann (guitar, bas og vokal). Efter punkgruppen Dream Polices opløsning i september i 1979 dannede Johnny Concrete The Clochards med venner der gik på Langkær Gymnasium i Tilst. Løst tilknyttet var Lars Kabel og Claus Buldermave (tidligere medlem af Dream Police).
Navnet 'Clochards' kommer af det franske ord for vagabonder der sover under Seinens broer i Paris.
Gruppen spillede især på Tagskægget i Århus. 
I 1979 indspillede gruppen en demo i det lokale Luna studio med Kim Bækgaard som producer.
16. februar 1980 spillede gruppen i den en-dages punkfestival Rock mod profitten i Stakladen i Århus. Punkgrupper fra både Århus og København var samlet. Men det var medlemmer af rockergruppen The Tornadoes også. Under The Clochards optræden kom til slagsmål mellem rockergruppen og punkerne, og politiet blev tilkaldt. Mange blev anholdt deriblandt Johnny Concrete, og 500 gæster blev vist bort fra stedet. Episoden blev senere kendt i Århus punkmiljø som Staklade massakren. 
Følgen var at The Clochards blev bandlyst fra de lokale spillesteder. Gruppen fik dog mulighed for at spille enkelte steder under pseudonymet Aalborg Portland.
Det var også meningen at gruppen skulle have spillet ved Randers's første punkkoncert, sammen med andre bands såsom Gylle og The Zero Point. Men undervejs til Randers fik gruppen lidt for meget at drikke og de blev anholdt ved ankomsten til Randers.
I april 1980 blev gruppen inviteret til at indspille i Gnags's studie Feedback af frontmanden for Gnags Peter A.G. Nielsen. Peter A.G. sad selv bag mixerpulten ved optagelserne. Selve masterbåndet til optagelserne blev aldrig udgivet og senere slettet, men kassettebåndskopier florerede i det århusianske punkmiljø. En af disse blev ved hjælp af moderne redigeringsteknikker afpudset og brugt som master til 2003 udgivelsen af optagelserne der blev til kritikken EP.
Gruppen spillede sin sidste koncert i Koncertmaskinen 16. maj 1981. 
Bjørn Hofmann og Johnny Concrete spillede en kort tid sammen i bandet Deformed derefter. Senere gendannede Johnny Concrete Dream Police.

## Diskografi
- kritikken EP, Mastermind Records, MRSP1½, 2003.